# Clotton
Clotton – osada w Anglii, w hrabstwie Cheshire, w dystrykcie (unitary authority) Cheshire West and Chester. Leży 13 km od miasta Chester. Clotton jest wspomniana w Domesday Book (1086) jako Clotone.